# 추룡 2: 패왕
《추룡 2: 패왕》(중국어: 追龍II: 賊王)은 2019년에 개봉한 중국, 홍콩의 영화이다.

## 캐스팅

### 주연
- 양가휘 : 로건 룽 역
- 고천락 : 스카이 호 역
- 임달화 : 이 경감 역
- 임가동 : 닥 역

### 조연
- 구의뇽 : 버니 역
- 엽상명 : 파렐 룽 역
- 위가웅 : 츄콧 역
- 두강 : 저우 역
- 여안안 : 레베카 호 역

## 기타
- 수입 :  라온아이

## 수상
- 2020년 제17회 바르셀로나 빅 아시안 섬머 필름페스티벌 후보 공식경쟁부문